# Internationale Filmfestspiele Berlin 2005

Offizielles Berlinale-Plakat 2005

Die 55. Internationalen Filmfestspiele Berlin fanden vom 10. Februar bis zum 20. Februar 2005 statt.

## Wettbewerb
Im offiziellen Wettbewerb wurden in diesem Jahr folgende Filme gezeigt (in Reihenfolge der Aufführung):

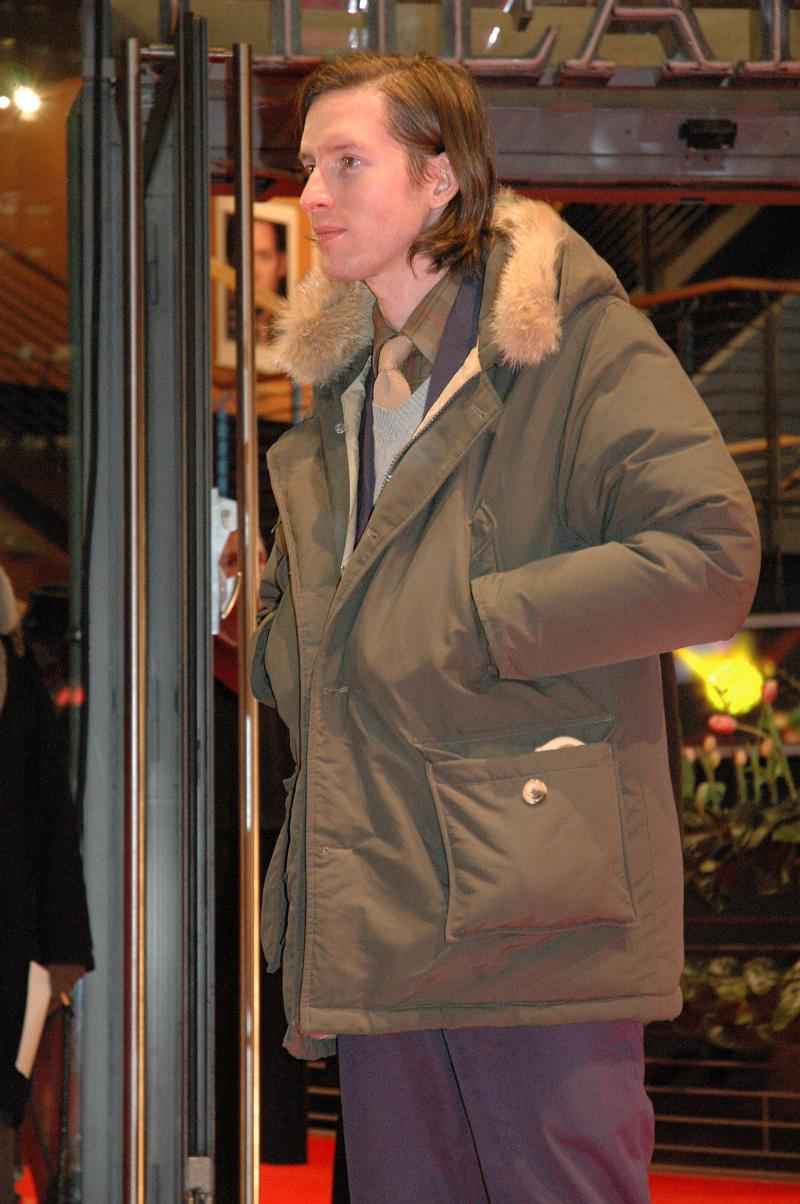
Wes Anderson

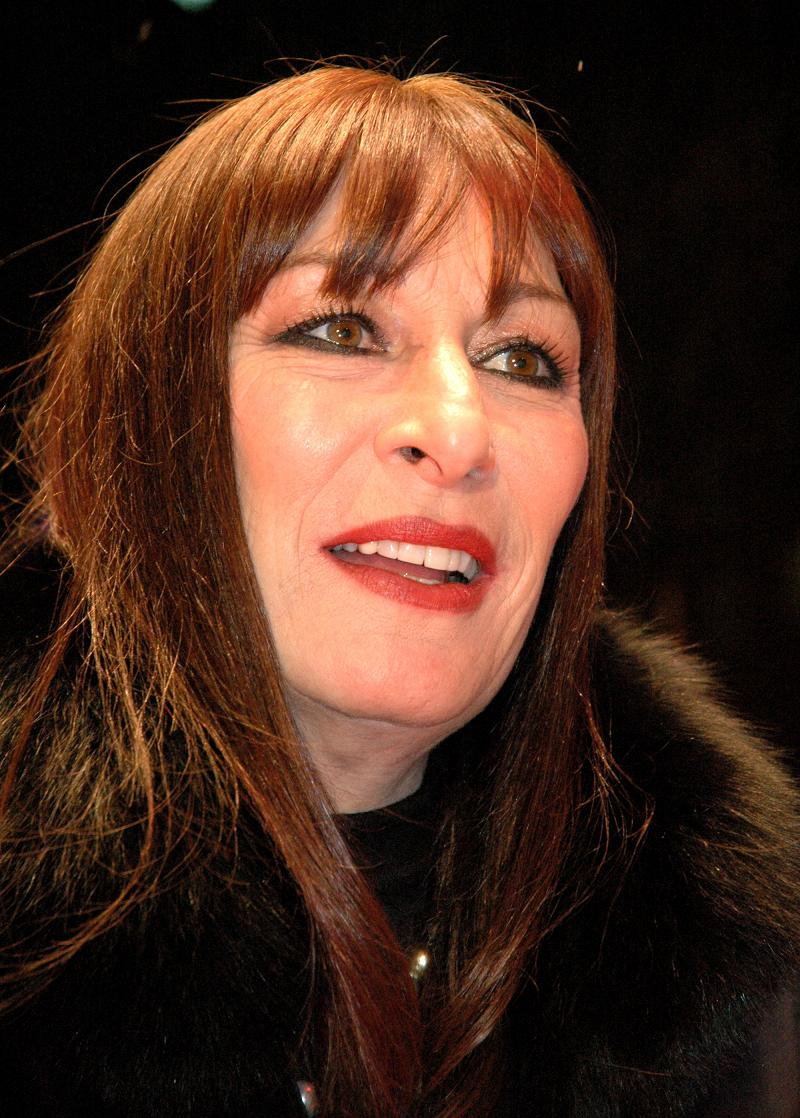
Anjelica Huston

| Filmtitel                                     | Regisseur         | Produktionsland                                         | Darsteller (Auswahl)                              |
| Als das Morden begann                         | Raoul Peck        | Frankreich, USA, Ruanda                                 | Idris Elba, Debra Winger                          |
| Anklaget                                      | Jacob Thuesen     | Dänemark                                                |                                                   |
| Changing Times                                | André Téchiné     | Frankreich                                              | Catherine Deneuve, Gérard Depardieu               |
| Fateless – Roman eines Schicksallosen         | Lajos Koltai      | Ungarn, Deutschland, Großbritannien                     |                                                   |
| Das Fleisch der Wassermelone                  | Tsai Ming-liang   | Frankreich, Taiwan                                      | Lee Kang-sheng, Chen Shiang-chyi                  |
| Gespenster                                    | Christian Petzold | Deutschland                                             | Julia Hummer, Sabine Timoteo                      |
| Kong Que                                      | Gu Changwei       | VR China                                                |                                                   |
| Letzte Tage im Elysée                         | Robert Guédiguian | Frankreich                                              | Michel Bouquet                                    |
| Man to Man*                                   | Régis Wargnier    | Frankreich, Südafrika, Großbritannien                   | Joseph Fiennes, Kristin Scott Thomas, Iain Glen   |
| One Day in Europe                             | Hannes Stöhr      | Deutschland, Spanien                                    | Florian Lukas                                     |
| Paradise Now                                  | Hany Abu-Assad    | Palästina, Frankreich, Deutschland, Niederlande, Israel | Hiam Abbass                                       |
| Provincia meccanica - Italienische Kleinstadt | Stefano Mordini   | Italien                                                 | Stefano Accorsi, Valentina Cervi                  |
| Reine Chefsache                               | Paul Weitz        | USA                                                     | Dennis Quaid, Topher Grace, Scarlett Johansson    |
| Die Sonne                                     | Alexander Sokurow | Russland, Frankreich, Italien, Schweiz                  | Robert Dawson                                     |
| Sophie Scholl – Die letzten Tage              | Marc Rothemund    | Deutschland, Spanien                                    | Julia Jentsch, Alexander Held                     |
| Stellas Versuchung                            | David Mackenzie   | Großbritannien, Irland                                  | Natasha Richardson, Hugh Bonneville, Ian McKellen |
| Thumbsucker                                   | Mike Mills        | USA                                                     | Lou Taylor Pucci, Tilda Swinton, Keanu Reeves     |
| Die Tiefseetaucher                            | Wes Anderson      | USA                                                     | Bill Murray, Cate Blanchett, Anjelica Huston      |
| U-Carmen                                      | Mark Dornford-May | Südafrika                                               |                                                   |
| Das verborgene Schwert                        | Yōji Yamada       | Japan                                                   | Masatoshi Nagase, Takako Matsu                    |
| Der wilde Schlag meines Herzens               | Jacques Audiard   | Frankreich                                              | Romain Duris, Niels Arestrup                      |
| Worte in Blau                                 | Alain Corneau     | Frankreich                                              | Sylvie Testud                                     |

* = Eröffnungsfilm

### Außer Konkurrenz
Außer Konkurrenz wurden im Wettbewerb folgende Filme gezeigt:
- Hotel Rwanda – Regie: Terry George
- Tickets – Regie: Ermanno Olmi, Abbas Kiarostami & Ken Loach
- Hitch – Der Date Doktor – Regie: Andy Tennant
- Kinsey – Die Wahrheit über Sex – Regie: Bill Condon (Abschlussfilm)

## Internationale Jury

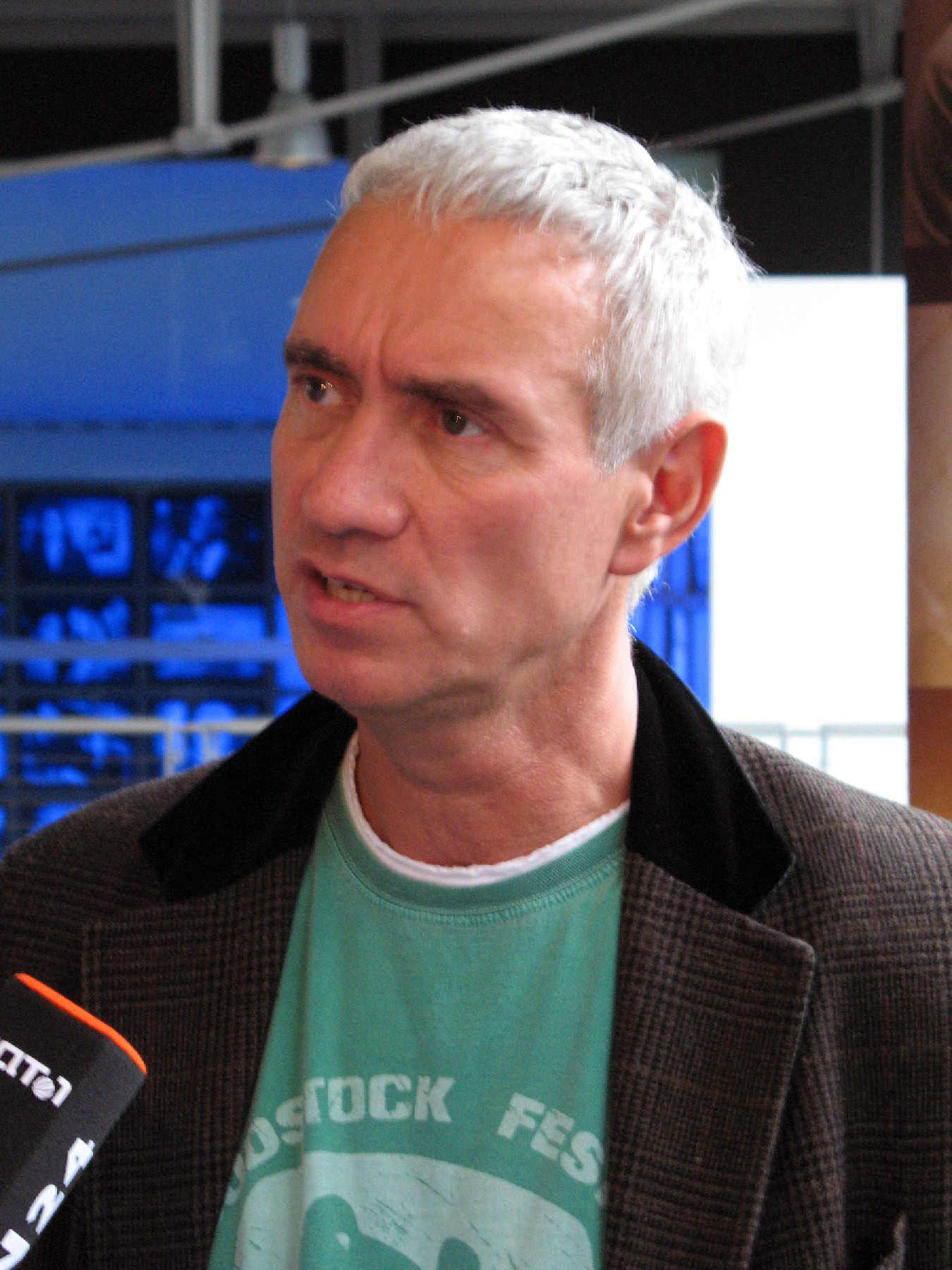
Roland Emmerich (Jurypräsident)

Die Jury wurde 2005 von dem deutschen Regisseur Roland Emmerich als Präsident geführt. Weitere Jurymitglieder waren: Ingeborga Dapkūnaitė (Schauspielerin aus Litauen), Bai Ling (Schauspielerin aus der VR China), Franka Potente (Schauspielerin aus Deutschland), Wouter Barendrecht (Produzent und Vorstandschef des Weltvertriebs Fortissimo Films aus Niederlande), Nino Cerruti (Modeschöpfer und Gründer des Mode-Labels Cerruti 1881 aus Italien), Andrei Kurkow (Drehbuchautor, Kameramann und Schriftsteller aus der Ukraine).

## Preisträger

### Preise der internationalen Jury
Goldener Bär: U-Carmen von Mark Dornford-May
Silberne Bären in folgenden Kategorien:
- Großer Preis der Jury: Kong Que von Gu Changwei
- Beste Regie: Marc Rothemund (Sophie Scholl – Die letzten Tage)
- Beste Schauspielerin: Julia Jentsch (Sophie Scholl – Die letzten Tage)
- Bester Schauspieler: Lou Taylor Pucci (Thumbsucker)
- Für eine herausragende künstlerische Leistung: Tsai Ming-liang (für das Drehbuch zu Das Fleisch der Wassermelone)
- Beste Filmmusik: Alexandre Desplat (Der wilde Schlag meines Herzens)

AGICOA-Preis Der Blaue Engel: Paradise Now von Hany Abu-Assad
Alfred-Bauer-Preis: Das Fleisch der Wassermelone von Tsai Ming-liang

### Preise der internationalen Kurzfilm-Jury
Jurymitglieder: Gabriela Tagliavini (Argentinien), Marten Rabarts (Neuseeland), Susan Korda (USA)
- Goldener Bär für den besten Kurzfilm: Milk von Peter Mackie Burns
- Preis der Jury (Silberner Bär): The Intervention von Jay Duplass und Jam Session von Izabela Plucinska
- Lobende Erwähnung: Don Khishot Be’Yerushalaim von Dani Rosenberg

### Weitere Preise
- Preis der Ökumenischen Jury: Sophie Scholl – Die letzten Tage von Marc Rothemund
- FIPRESCI-Preis: Das Fleisch der Wassermelone von Tsai Ming-liang

## Panorama

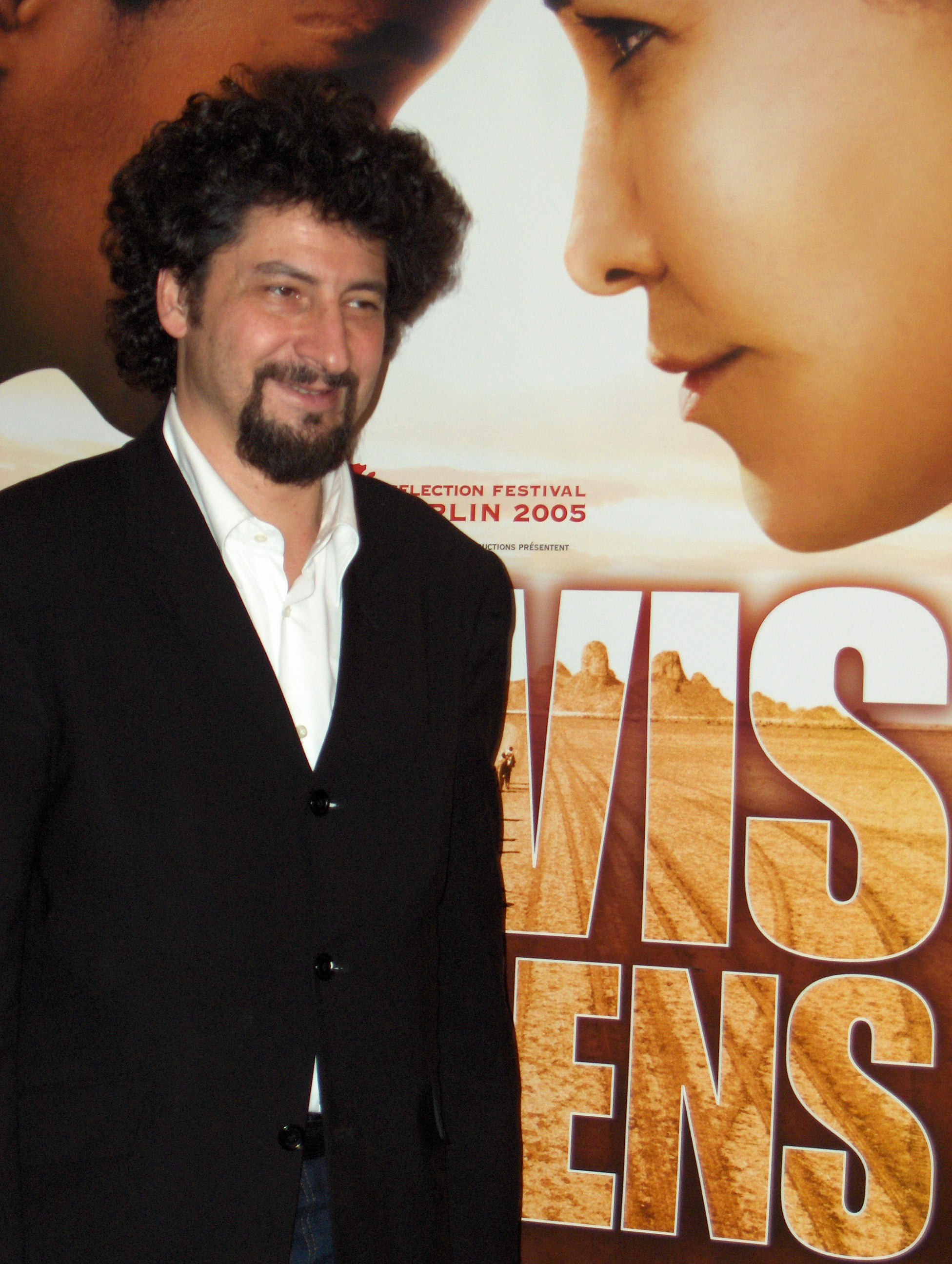
Radu Mihăileanu (2005)

Die Sektion Panorama wurde in diesem 20 Jahre alt. Dazu wurde eine Fotoausstellung eingerichtet, die diese 20 Jahre Revue passieren ließ. Die Stars der Sektion Panorama waren in diesem Jahr Kevin Spacey, der seinen Film Beyond the Sea – Musik war sein Leben zeigte. Rebecca Miller nahm mit ihrem Film The Ballad of Jack and Rose am Panorama teil. Ihr Ehemann Daniel Day-Lewis spielte die Hauptrolle. Der größte Star des Panoramas war George Michael, der den Dokumentarfilm A Different Story vorstellte.
- Panorama-Publikumspreis: Geh und lebe (Va, vis et deviens) von Radu Mihăileanu
- Panorama-Publikumspreis für einen Kurzfilm: Hoi Maya von Claudia Lorenz
- Preis der ökumenischen Jury: Geh und lebe (Va, vis et deviens) von Radu Mihăileanu
- Preis der FIPRESCI: Massaker von Monika Borgmann, Lokmann Slim, Hermann Theißen

Panorama-Kurzfilmpreise (vergeben von der internationalen Kurzfilm-Jury):
- Bester Kurzfilm: Green Bush von Warwick Thornton
- Spezialpreis der Jury: Tama Tu von Taika Waititi

## Kinderfilmfest/14plus
Die Jurys von Kinderfilmfest und 14plus vergaben Preise an folgende Filme: den „Gläsernen Bären für den besten Spielfilm“ erhielt der niederländische Film Bluebird von Mijke de Jong. Der „Gläserne Bär für den besten Kurzfilm“ ging an The Djarn Djarns von Wayne Blair. Der „Gläserne Bär für den besten Jugendfilm“ (14plus) ging an den Film Voces Inocentes von Luis Mandoki.

## Sektionsübergreifende Preise
„Teddy Awards“
- Teddy für den besten Spielfilm: Un Año sin Amor von Anahí Berneri
- Teddy für den besten Dokumentarfilm: Katzenball von Veronika Minder
- Teddy für den besten Kurzfilm: The Intervention von Jay Duplass

## Ehrenpreise
Goldener Ehrenbär
- Im Kwon-taek, koreanischer Filmemacher
- Fernando Fernán Gómez, spanischer Schauspieler, Regisseur und Drehbuchautor

Berlinale-Kamera
(vergeben von der Festivalleitung)
- Katrin Saß, deutsche Schauspielerin (u. a. Good Bye, Lenin!)
- Daniel Day-Lewis, britischer Schauspieler (u. a. Gangs of New York)
- Helene Schwarz: „1966 begann sie ihre Arbeit als Sekretärin an der Deutschen Film- und Fernsehakademie (DFFB) und ist heute mit 78 Jahren noch als engagierte Studienberaterin tätig“ (aus der Begründung der Festspiele).
- Shōchiku, 1895 gegründetes japanisches Filmstudio, produzierte Filme von u. a. Yasujirō Ozu, Akira Kurosawa und Takeshi Kitano.

## Retrospektive
Die Retrospektive der diesjährigen Berlinale widmete sich den Szenenbildnern. Die Filmreihe lief unter dem Titel Schauplätze – Drehorte – Spielräume. Production Design & Film. Sie wurde in fünf Bereiche gegliedert und insgesamt wurden 45 Filme gezeigt.
Interiors – die Innenwelten und privaten Räume
- Die Sehnsucht der Veronika Voss von Rainer Werner Fassbinder – Szenenbild: Rolf Zehetbauer
- Wer hat Angst vor Virginia Woolf? von Mike Nichols – Szenenbild: Richard Sylbert

Transit – der filmische Raum als Metapher
- Das Schweigen von Ingmar Bergman – Szenenbild: P. A. Lundgren
- 2001: Odyssee im Weltraum von Stanley Kubrick – Szenenbild: Ernest Archer, Harry Lange und Anthony Masters

Macht
- Gattaca von Andrew Niccol – Szenenbild: Jan Roelfs
- Das Appartement von Billy Wilder – Szenenbild: Alexandre Trauner

Bühne
- Fellinis Schiff der Träume von Federico Fellini – Szenenbild: Dante Ferretti

Labyrinth
- Shining von Stanley Kubrick – Szenenbild: Roy Walker
- Die Strategie der Spinne von Bernardo Bertolucci – Szenenbild: Maria Paola Maino